# Macaque de Tonkean
Macaca tonkeana
Espèce
Statut de conservation UICN

 VU A2cd+3cd+4cd : Vulnérable
Statut CITES
Le macaque de Tonkean (Macaca tonkeana) est une espèce de primate de la famille des Cercopithecidae.

## Caractéristiques générales

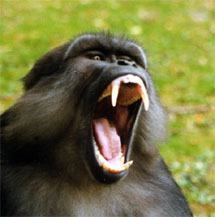
Canines du mâle.

Le macaque de Tonkean est l'une des sept espèces de macaques endémiques de l'île indonésienne de Sulawesi (ou Célèbes). Les sept espèces de macaques de cette île sont toutes génétiquement et morphologiquement très proches.
Il possède un pelage brun foncé à noir avec une partie gris clair sur le torse, l'abdomen, la face intérieure des membres, les favoris et la croupe. Un petit toupet de poils foncés vient hérisser le sommet du crâne. C'est un macaque assez massif, semi terrestre, avec une queue réduite à sa plus simple expression n'excédant pas quelques centimètres qui ne lui permet pas une vie purement arboricole.
En plus des callosités fessières présentes chez tous les individus, les femelles présentent une zone périnéale rose vif.
On observe un dimorphisme sexuel marqué notamment au niveau des canines très développées chez les mâles.
Le taux de masculinité dans les groupes sociaux est biaisé en défaveur des mâles adultes.

## Reproduction

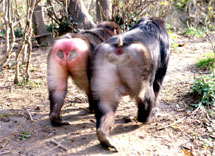
Dimorphisme sexuel.

Chez cette espèce de macaque, la reproduction peut avoir lieu toute l'année même si l'on observe quelques pics de naissances à certaines périodes de l'année, vraisemblablement liés aux moments où la nourriture est plus abondante. Lors des périodes d'œstrus les femelles arborent un fort gonflement (swelling) de la zone périnéale et deux bosses au-dessus des hanches.
De plus elles émettent une vocalisation spéciale rauque et saccadée. La durée de la réceptivité sexuelle est de 3 à 8 jours. Les mâles entrent en compétition pour l'accès aux femelles en œstrus, mais dans la grande majorité des cas, seul le mâle dominant du groupe peut suivre une femelle réceptive. Le mâle dominant est alors en consort avec la femelle, c'est-à-dire qu'il la suit dans tous ses déplacements et a des coïts fréquents avec elle. La grande tolérance sociale de cette espèce permet aux jeunes de venir interférer lors d'une monte même auprès du mâle dominant. Cette caractéristique est propre aux macaques des Célèbes.
Les femelles donnent naissance à un seul petit qui reste dépendant de la mère pendant une année au moins. À la naissance, le petit a un pelage entièrement sombre. Seule la tête est glabre et de couleur rosâtre. À 3 mois environ le pelage est apparu sur le sommet du crâne mais la face reste claire.
Ce n'est que vers 6 mois que le petit acquiert le faciès sombre caractéristique de l'espèce. Son pelage restera brun foncé uniforme jusqu'à sa maturité sexuelle. La période d'immaturité s'étend jusqu'à l'âge de trois à cinq ans selon le sexe et les conditions d'alimentation.

## Organisation sociale

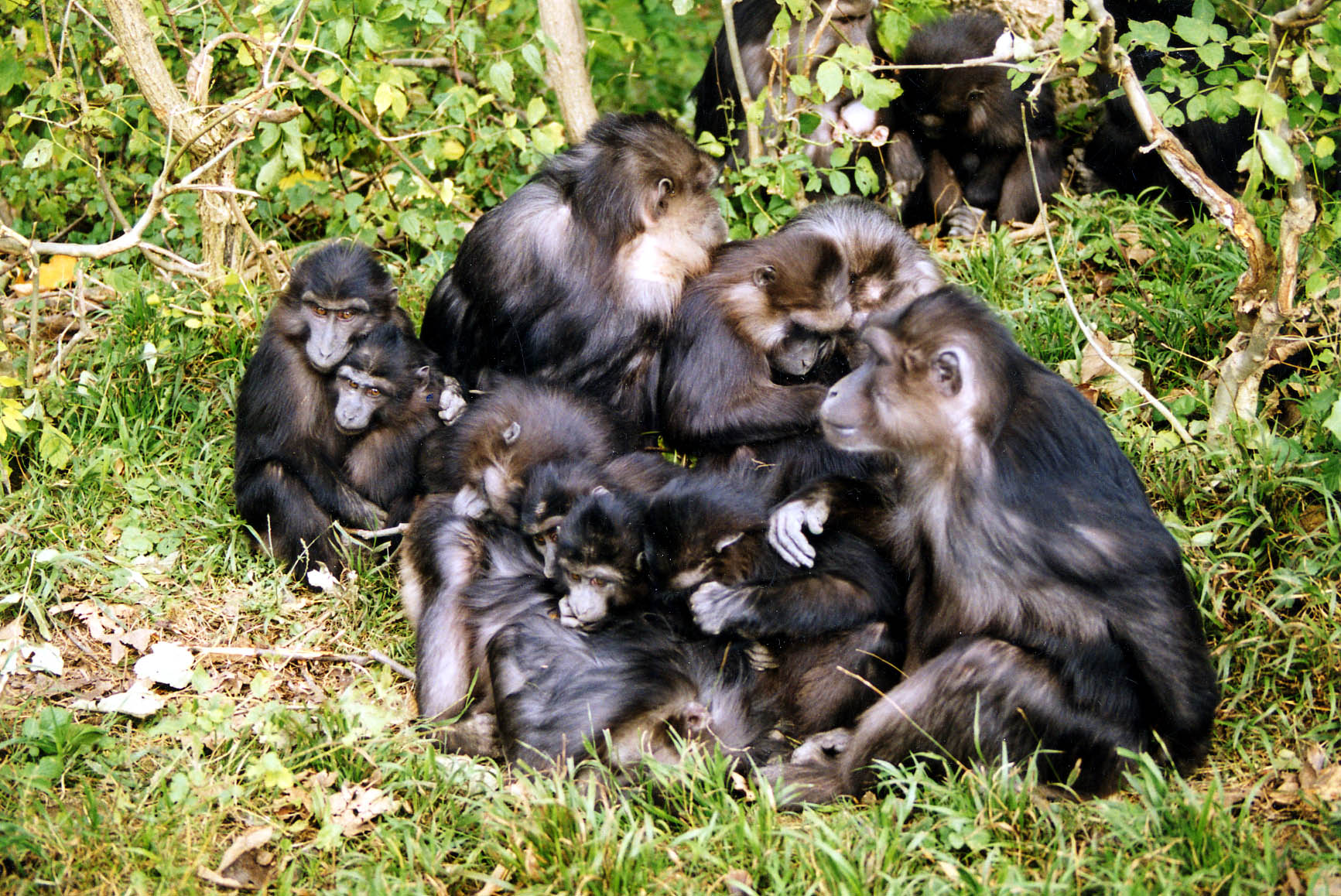
Le macaque de Tonkean possède un système social de type « tolérant ».

Le macaque de Tonkean vit dans des groupes de un à plusieurs dizaines d'individus. Cette espèce présente souvent un comportement pacificateur, c’est-à-dire que lors de l'altercation entre deux d'entre eux, il n'est pas rare (dans deux cas sur trois) d'observer un macaque dominant tenter d'apaiser un des protagonistes. Cette résolution pacifique de l'agression présente l'avantage pour l'individu qui est intervenu de venir en aide à un allié sans entrer en conflit avec l'autre individu. De plus il apparaît qu'après un tel événement il y a 50 % de réconciliations de plus que chez les autres macaques.
Le mâle dominant pousse un cri spécial. Dans la même espèce, la mimique avec découvrement des dents est une mimique qui annonce les intentions pacifiques de celui qui l'émet, c'est l'équivalent d'un sourire.

## Mensurations
Poids
- Mâle : 13 à 18 kg
- Femelle : 7 à 11 kg

Taille
- Longueur tête + corps :
  - Mâle : 575 à 675 mm
  - Femelle : 500 à 565 mm
- Longueur de la queue :
  - Mâle : 40 à 70 mm
  - Femelle : 25 à 60 mm

## Habitat

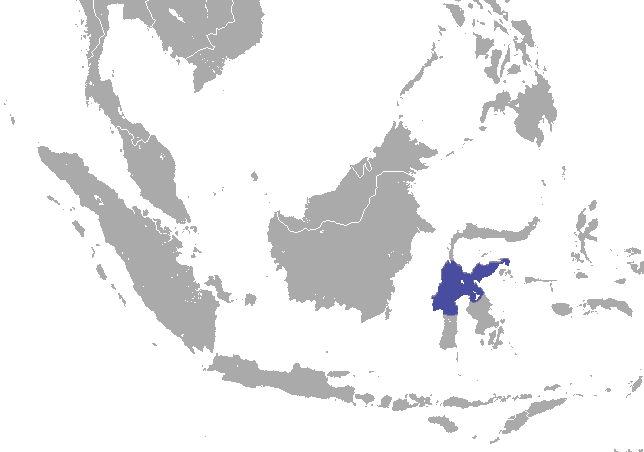
Répartition géographique du macaque de Tonkean.

Espèce semi terrestre d'Indonésie, au centre de l'île de Sulawesi. Son habitat est constitué de régions au relief accidenté, couvertes de forêts humides, primaires ou secondaires qui poussent sur un sol ultra basique.

## Nutrition
Essentiellement frugivore, mais peut aussi consommer des feuilles, des écorces, des larves d'insectes et des fourmis.

## Population
Très peu de données sont disponibles sur l'effectif des populations. Il semble cependant que cette espèce ainsi que le macaque de Heck Macaca hecki soit parmi les plus préservées de l'île de Sulawesi d'après l'Union Mondiale pour la Nature UICN. Les zones montagneuses qu'elles colonisent sont très difficile d'accès et rendent l'action de l'homme moins dévastatrice qu'en plaine (dans le sud-ouest de l'île (Sulawesi du Sud) par exemple où le macaque maure Macaca maura voit son habitat naturel détruit).

## Galerie d'images

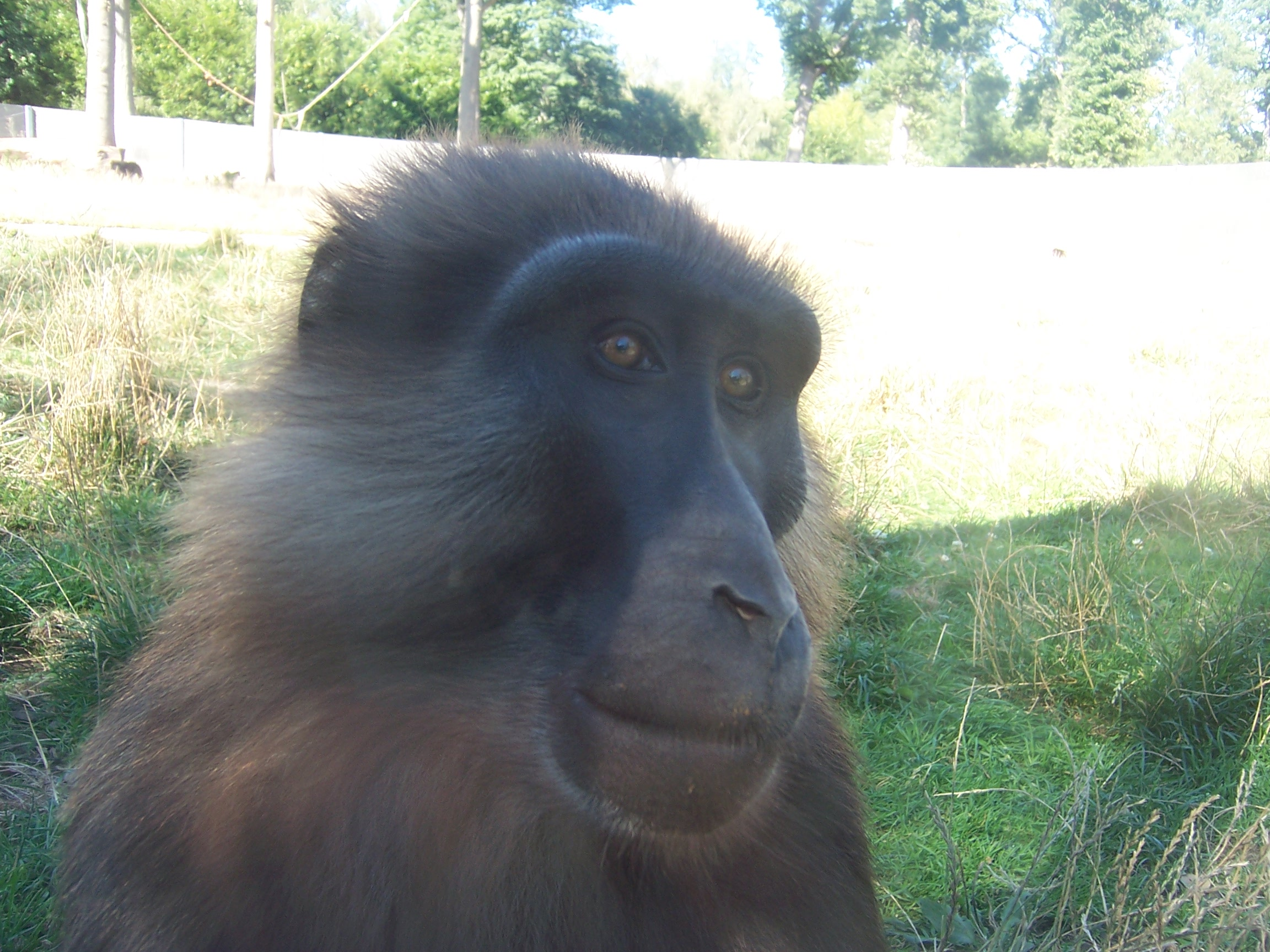
Macaque de Tonkean.
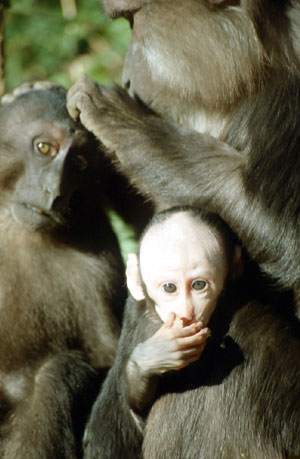
Jeune de moins de trois mois.

### Sources externes
- (en) Animal Diversity Web : Macaca tonkeana (consulté le 28 août 2014)
- (en) Catalogue of Life : Macaca tonkeana (Meyer, 1899) (consulté le 16 décembre 2020)
- (en) CITES : Macaca tonkeana (Meyer, 1899)  (+ répartition sur Species+) (consulté le 22 mai 2015)
- (fr) CITES : taxon  Macaca tonkeana (sur le site du ministère français de l'Écologie) (consulté le 22 mai 2015)
- (fr + en) ITIS : Macaca tonkeana  (Meyer, 1899) (consulté le 28 août 2014)
- (en) Mammal Species of the World (3e  éd., 2005) :  Macaca tonkeana   Meyer, 1899 (consulté le 28 août 2014)
- (en) NCBI : Macaca tonkeana (taxons inclus) (consulté le 28 août 2014)
- (en) UICN : espèce Macaca tonkeana (Meyer, 1899) (consulté le 22 mai 2015)
- Comportements pacificateurs chez le macaque, sur le site du CNRS.
- Les sociétés des macaques sur le site de l'université de Rennes.
- L'univers social des macaques (Macaques rhésus, Macaques de Java et Macaques de Tonkéan), film scientifique pédagogique du ministère de l'éducation nationale de 26 minutes réalisé par Bernard Thierry, 1991 (consulté le 11 avril 2021)